# خوزه ماریا سلا
خوزه ماریا سلا (انگلیسی: José María Cela؛ زادهٔ ۱۷ دسامبر ۱۹۶۹) بازیکن فوتبال اهل اسپانیا است.
از باشگاه‌هایی که در آن بازی کرده‌است می‌توان به باشگاه فوتبال نومانسیا، باشگاه فوتبال والویک، باشگاه فوتبال رئال مادرید کاستیا، باشگاه فوتبال اسپورتینگ خیخون، باشگاه فوتبال بارسلونا بی، و باشگاه فوتبال بارسلونا اشاره کرد.
وی همچنین در تیم‌های ملی فوتبال زیر ۱۹ سال اسپانیا و زیر ۲۰ سال اسپانیا بازی کرده‌است.